# Centre històric de Sighișoara
El Centre històric de Sighișoara (Ciutadella de Sighișoara) és l'antic centre històric de la ciutat de Sighișoara (alemany: Schäßburg, hongarès: Segesvár), Romania, construïda al segle XII per colons saxons. Es tracta d'una ciutat medieval habitada que, el 1999, va ser designat com la UNESCO Patrimoni de la Humanitat per la seva 850 anys, testimoni de la història i la cultura dels saxons de Transsilvània.
Lloc de naixement de Vlad III l'Impalador (en romanès Vlad Țepeș), Sighișoara acull cada any un festival medieval on les arts i oficis es barregen amb la música rock i les obres escèniques. La ciutat marca el límit superior de la terra de Sachsen. Igual que els seus germans grans, Sibiu (Hermannstadt) i Braşov (Kronstadt), Sighișoara exhibeix el patrimoni arquitectònic i cultural alemany medieval que es va conservar fins i tot durant el període comunista.

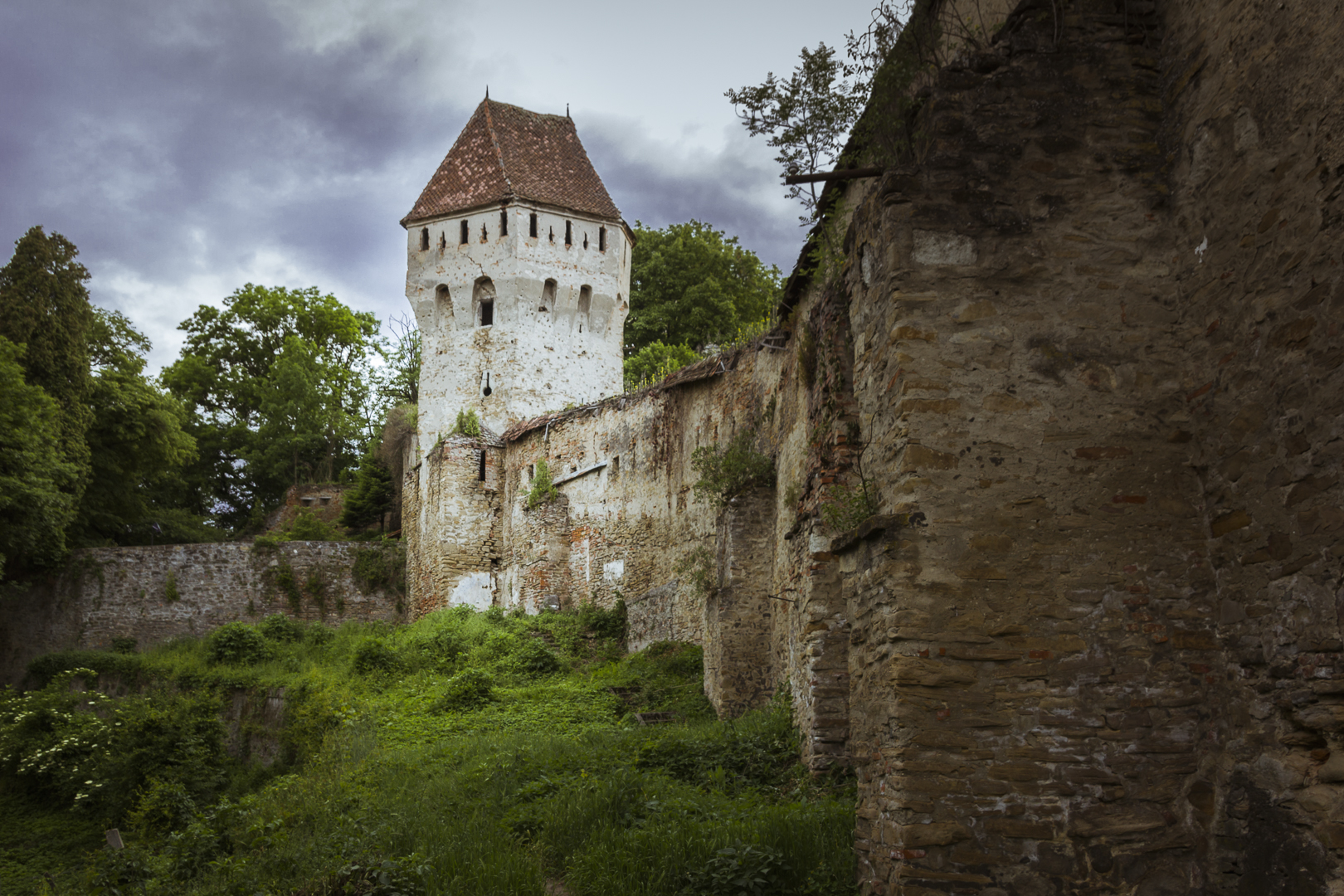
La torre dels llauners